# Невір
Неві́р — село в Україні, у Великоглушанському старостинському окрузі Камінь-Каширської громади Камінь-Каширського району Волинської області.

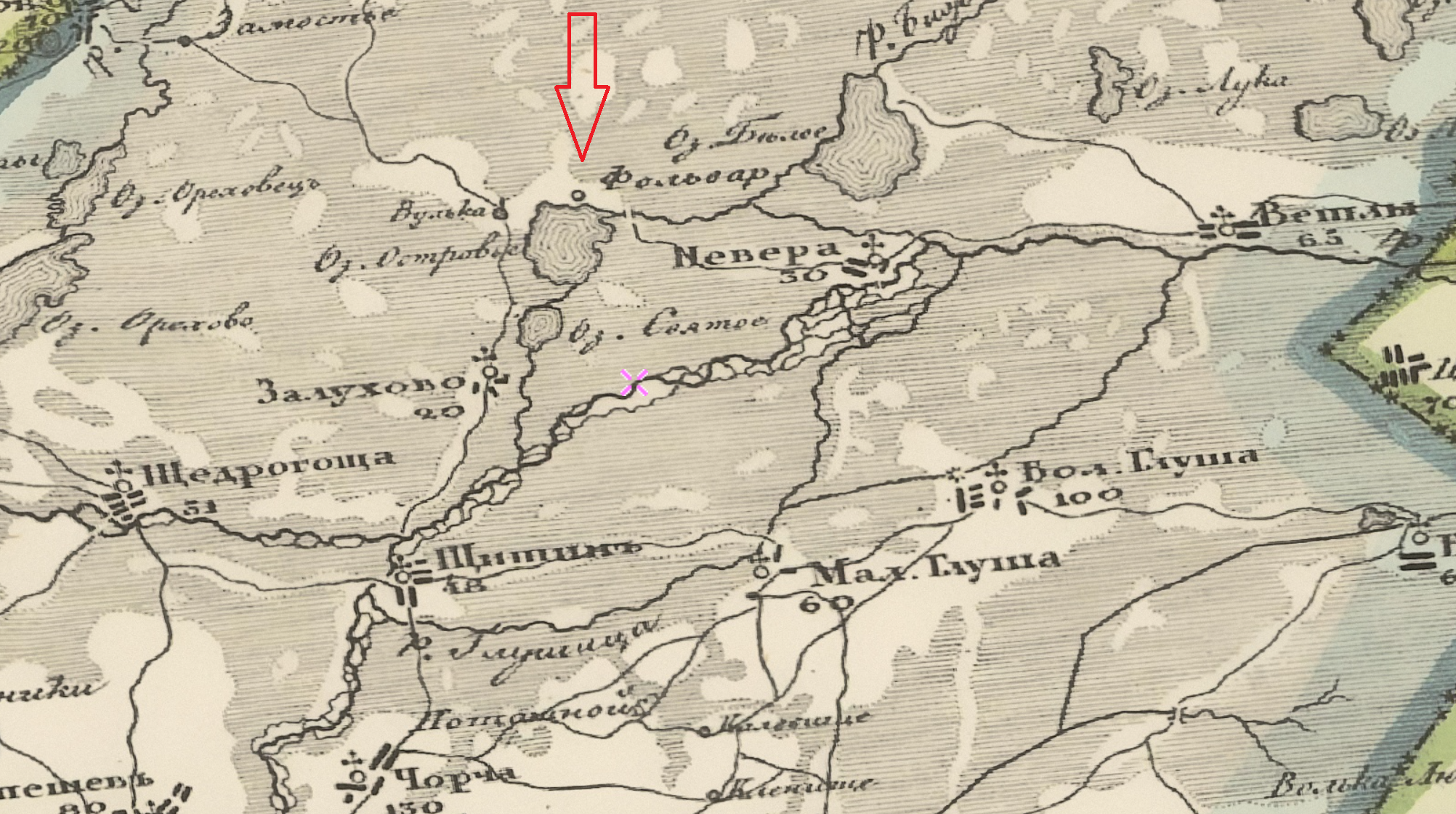
Невір на спец. карті Шуберта 1832 року

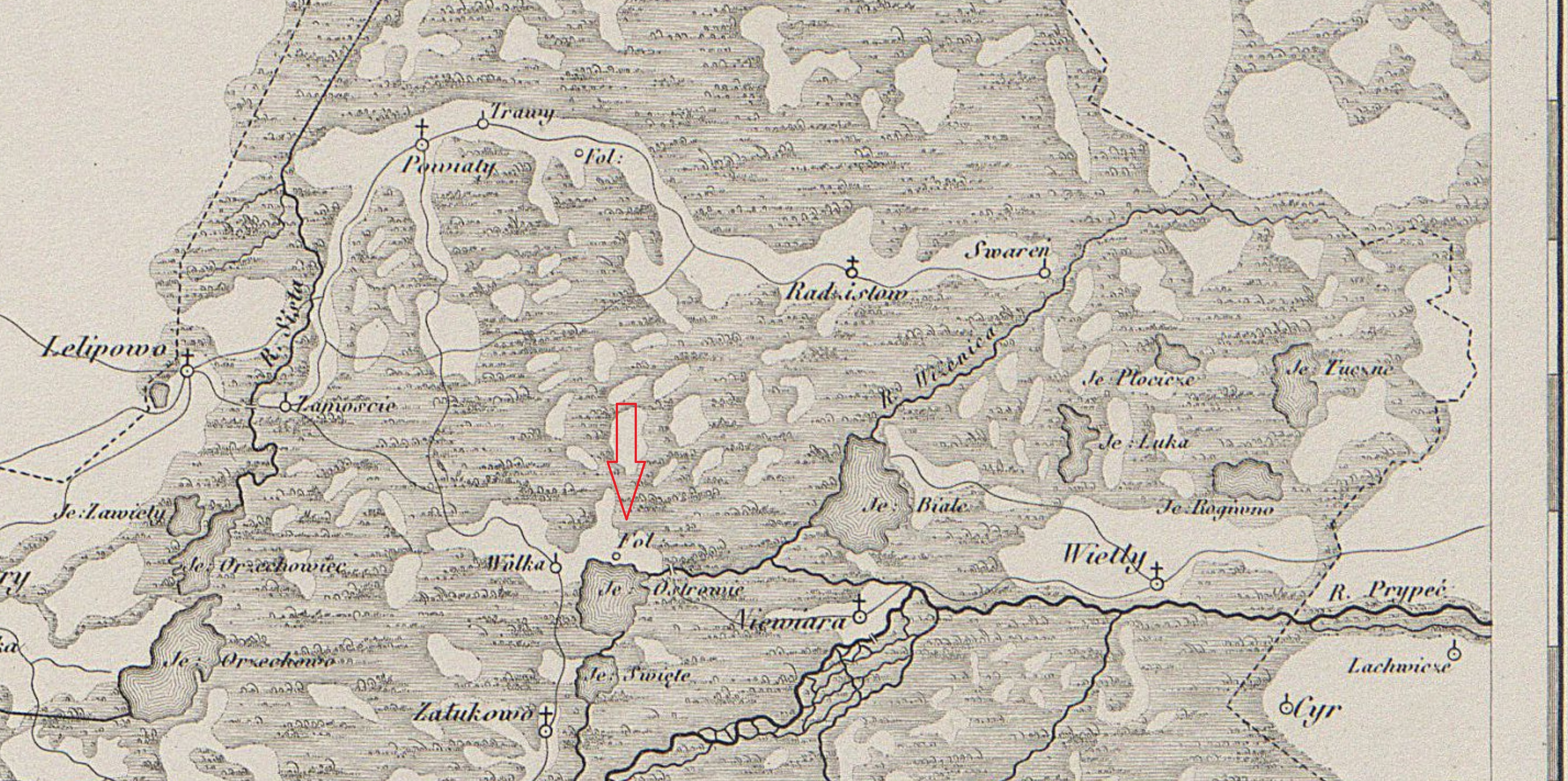
Невір на польській карті 1840-1859

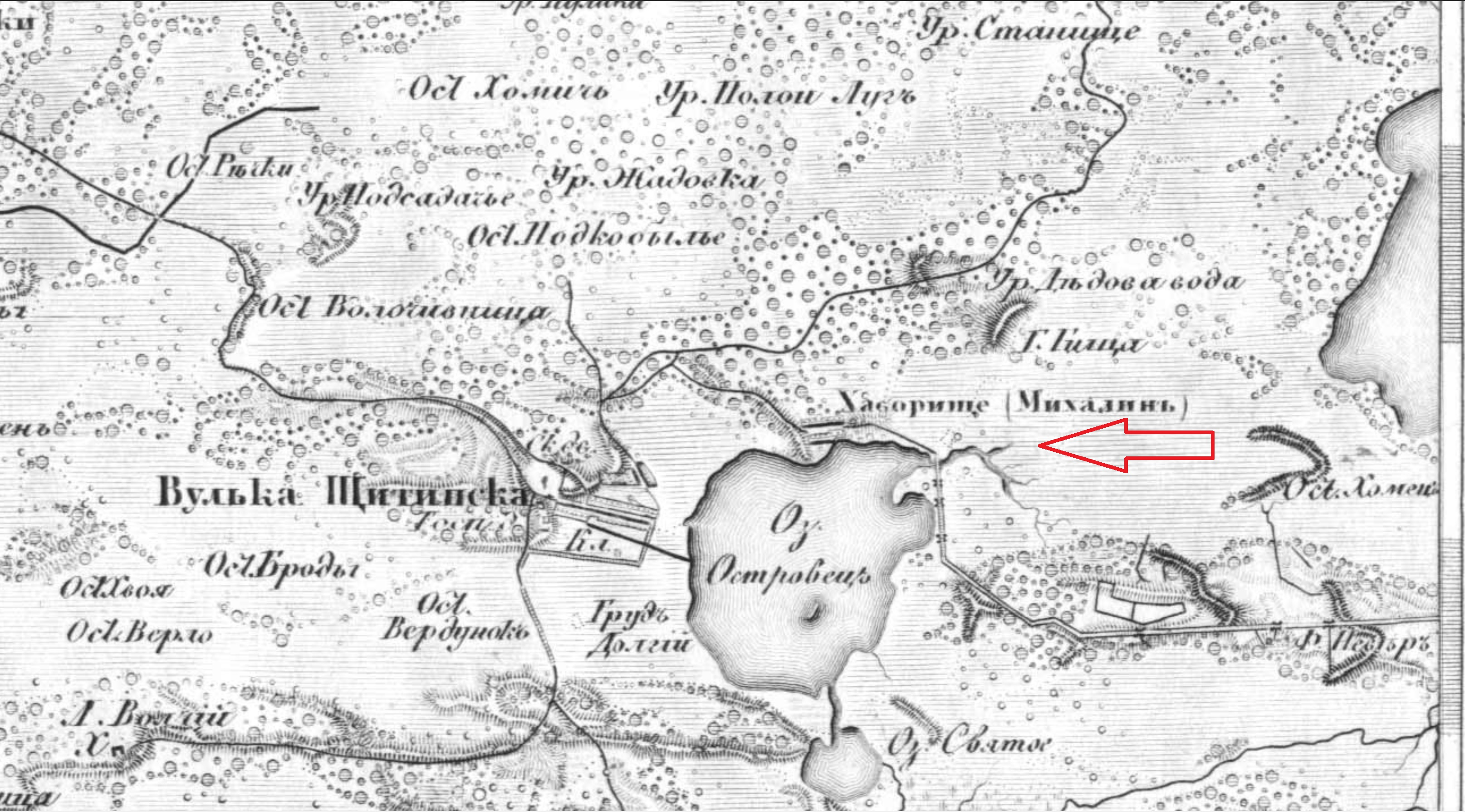
Невір на карті трьохверстівці XIX століття

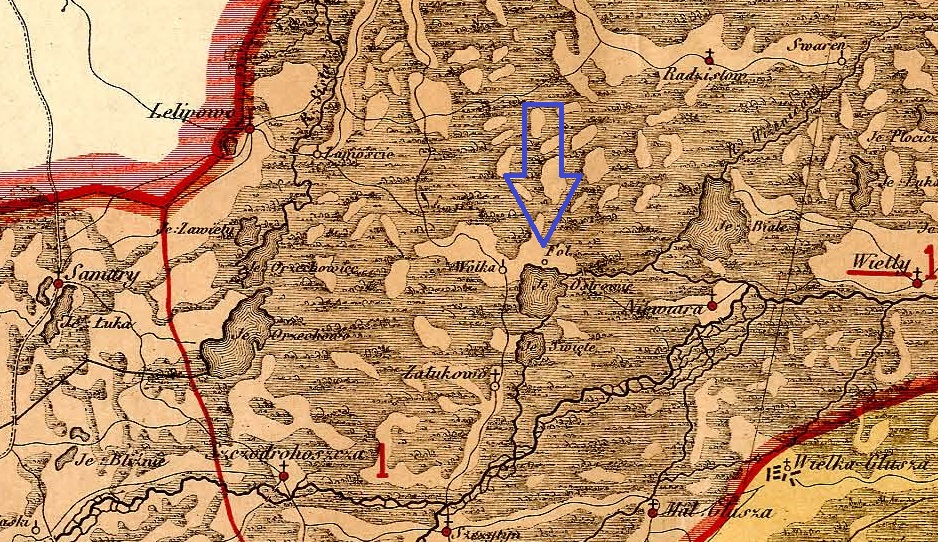
Невір на історичному атласі Польщі (1899-1904 роки, Варшава-Відень)

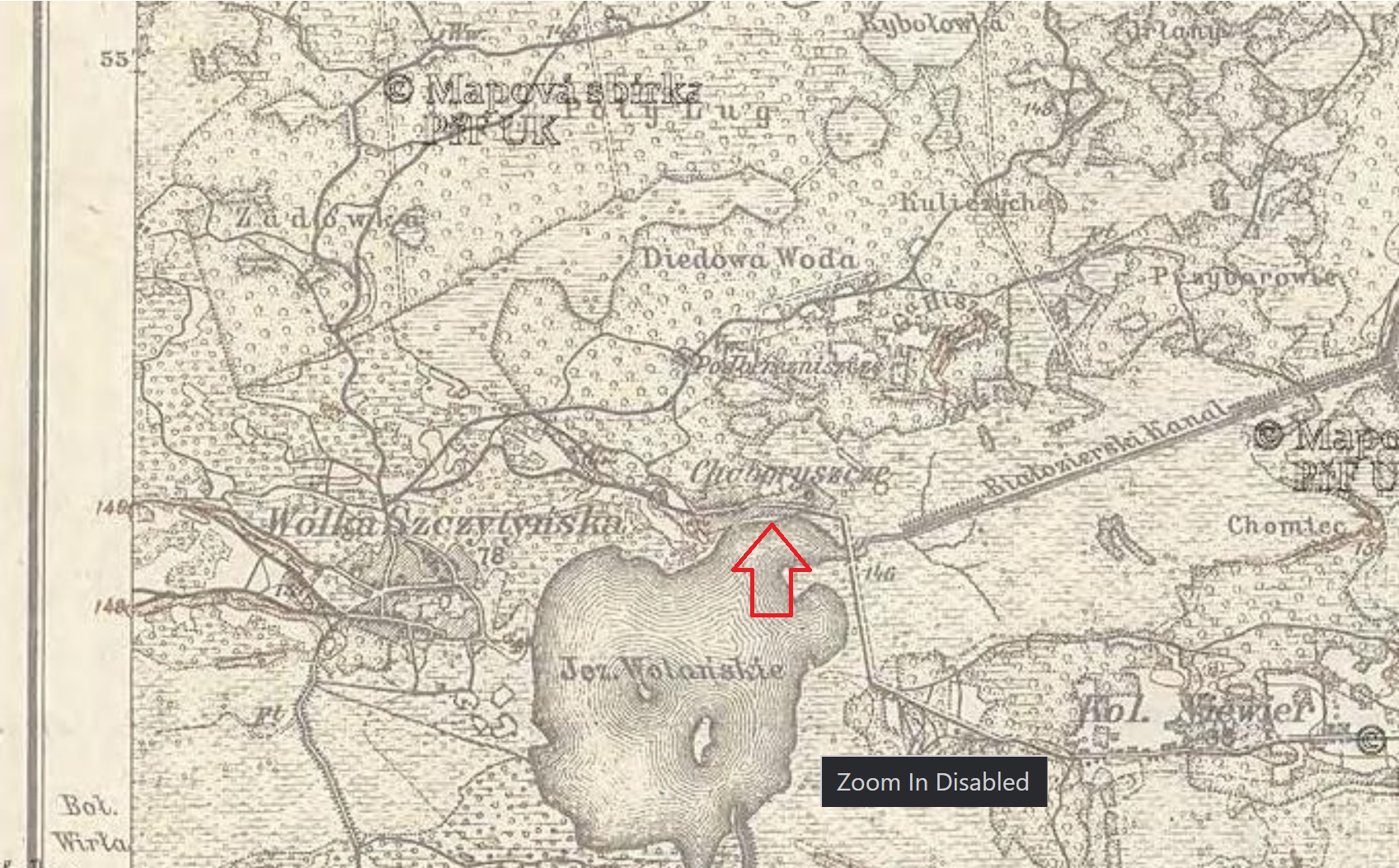
Невір на карті 1905 1915 років

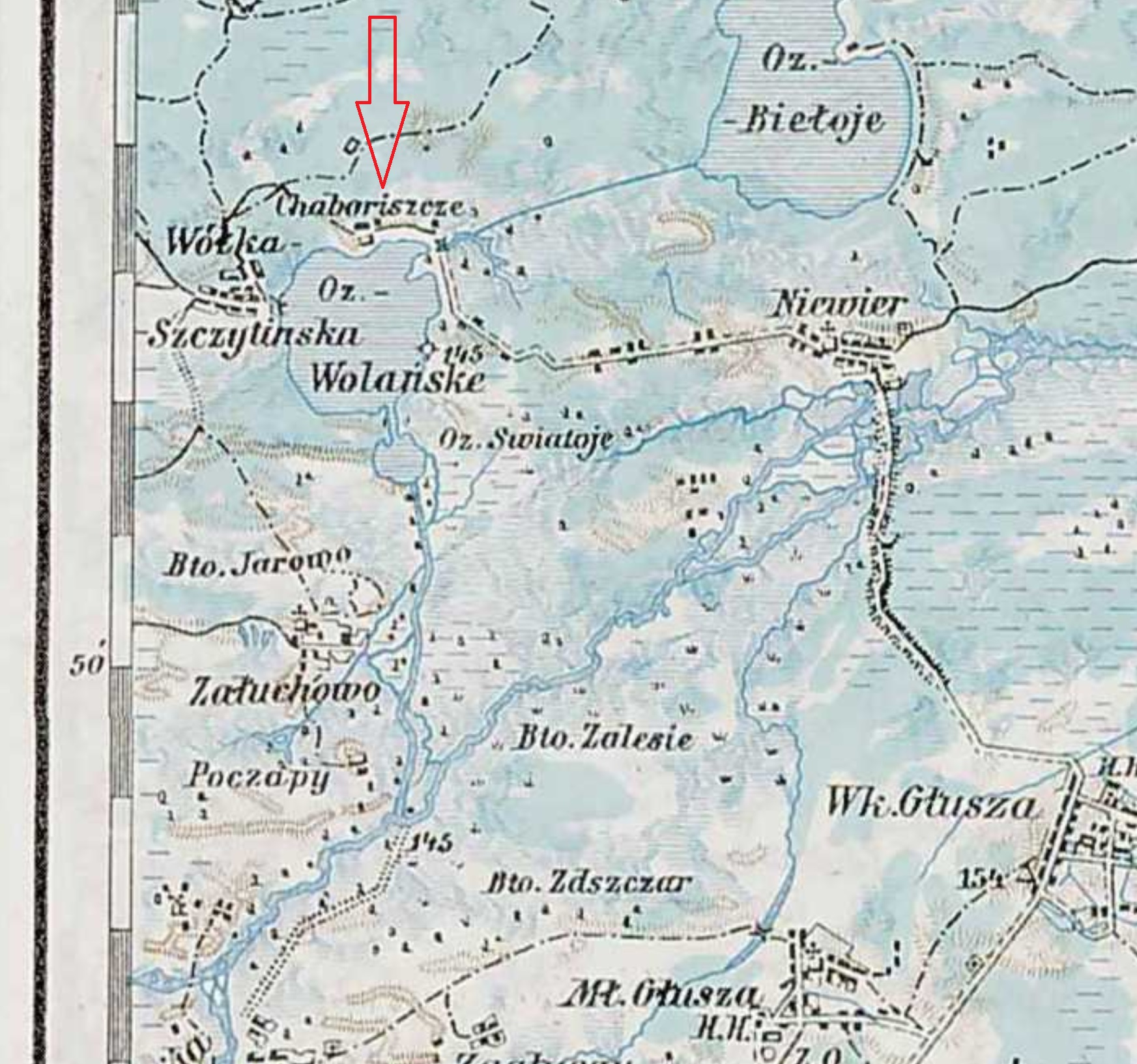
Невір австрійська карта 1910 рік

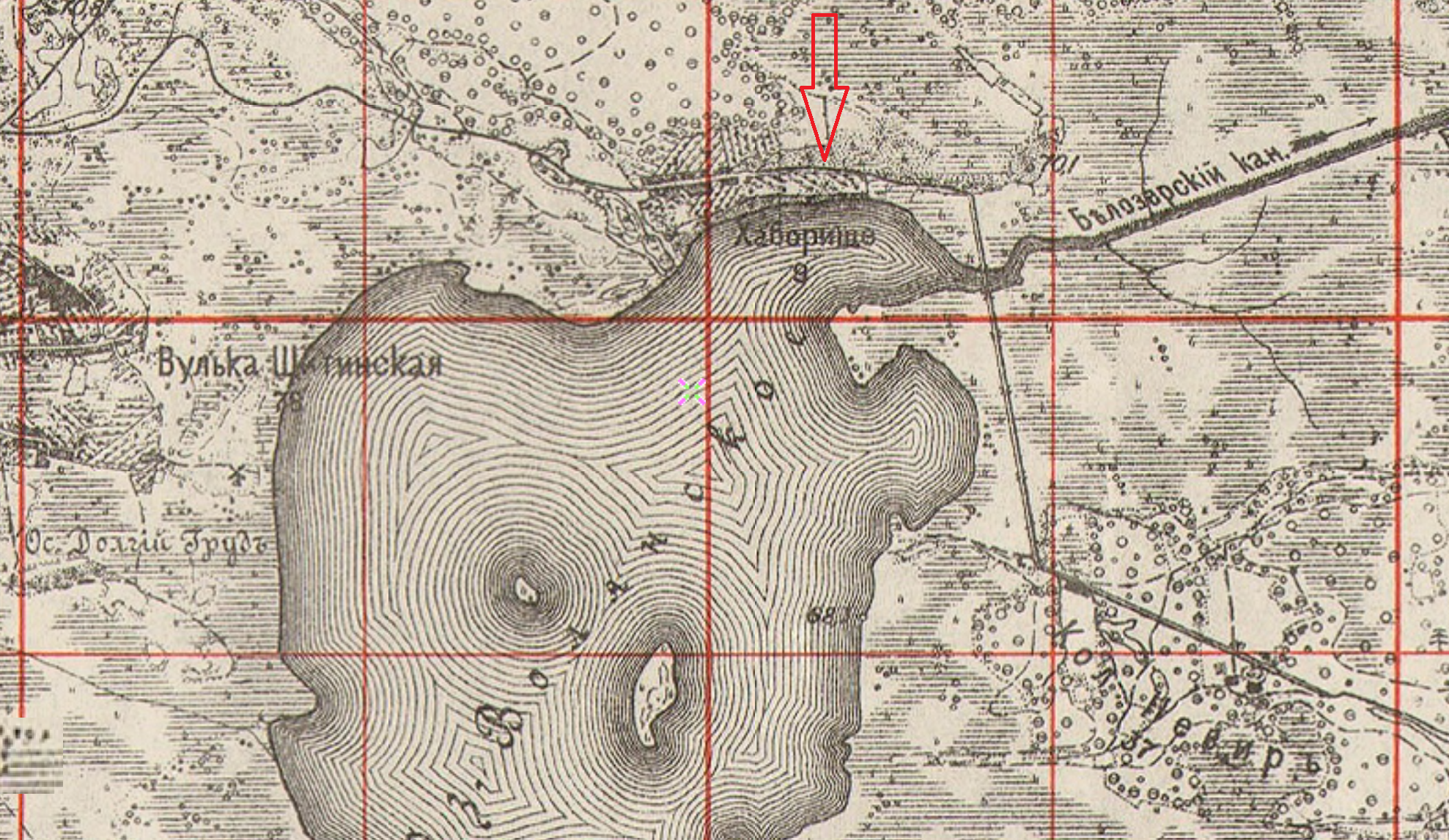
Одноверстівка Білорусії 1910 рік

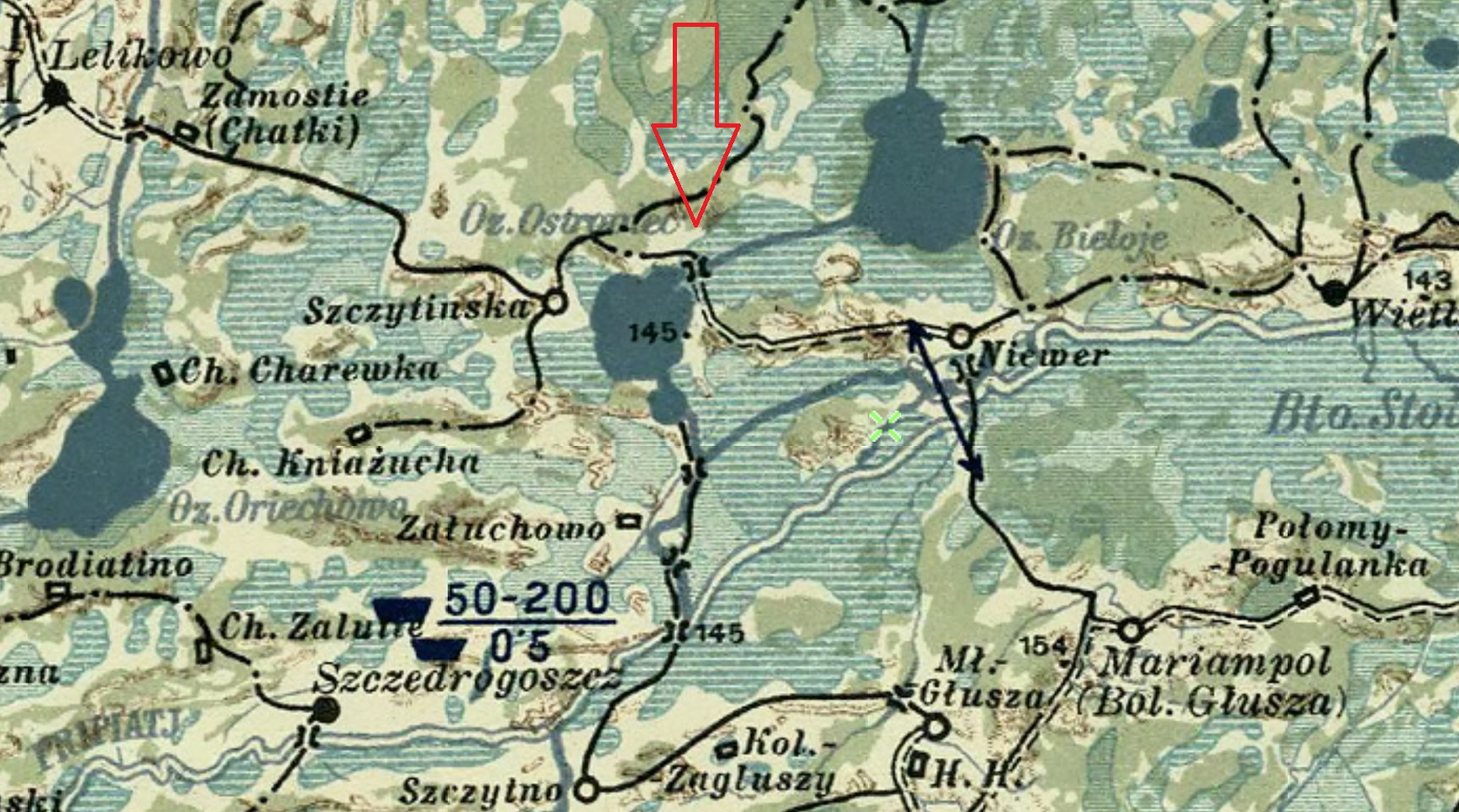
Невір на австрійській операційній карті 1914 року

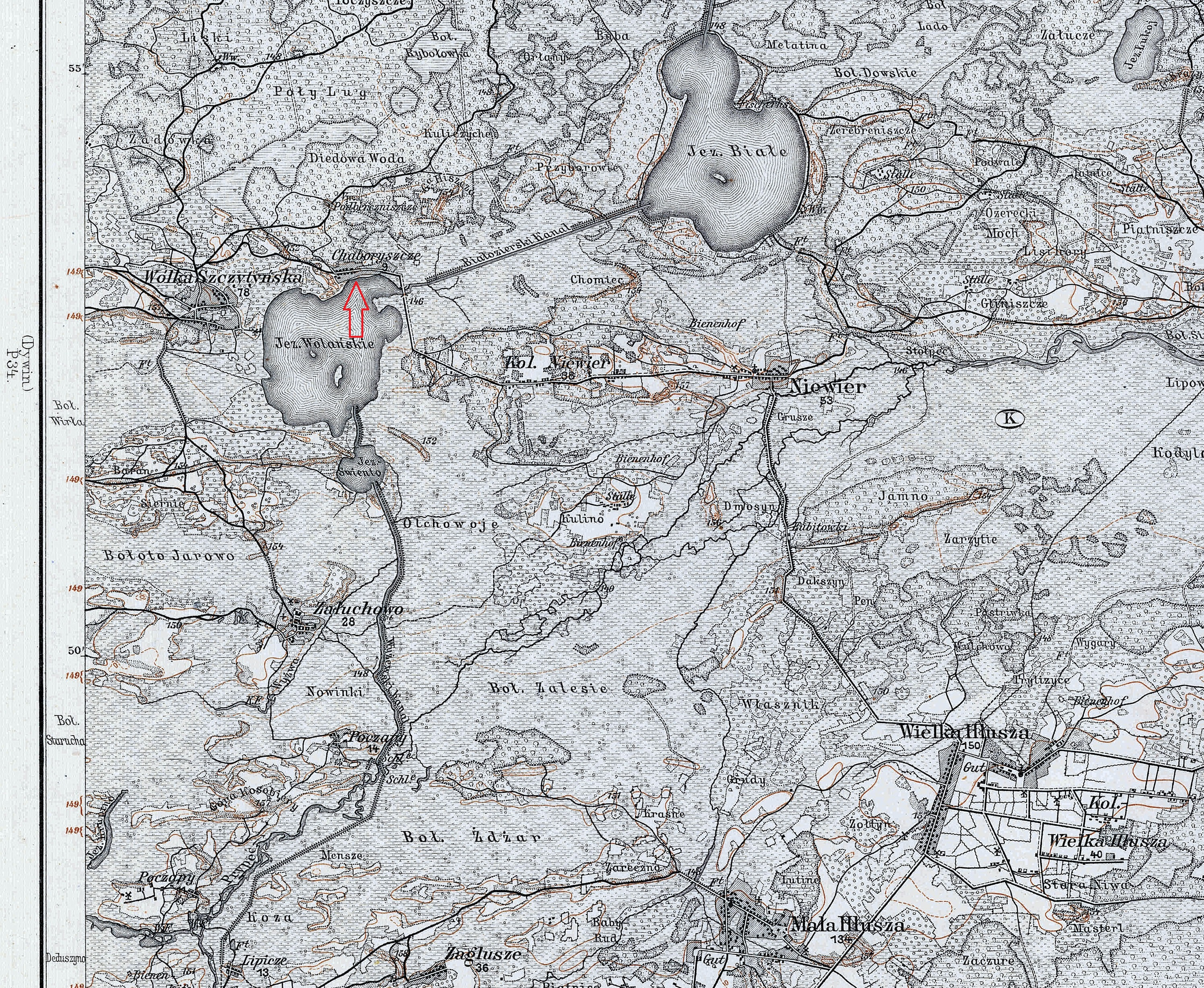
Невір на німецькій карті перед I Світов. війною

Біля села Невір річку Прип'ять перетнув найдовший у Волинській області залізобетонний міст завдовжки 196 метрів. Міст збудований у 1982 році Луцьким мостозагоном № 60 

## Історія
До утворення князівств землі розташування села були межею племен дулібів (волинян, бужан), деревлян та дреговичів.
У V столітті до н. е. тут була поширена тщинецька культура, у V—IV століттях до н. е. — лужицька культура, в III—II століттях до н. е. — балто-слов'янська зарубинецька культура. Час та обставини появи на терені волинян у різних дослідників різняться. За одними, волиняни з'являються в регіоні в IV—VI століттях й входили до дулібсько-волинянського племінного об'єднання. За Ярославом Ісаєвичем у VII—IX століттях тут мешкало плем'я дулібів. За Володимиром Сергійчуком з VIII століття на заході Берестейщини проживали племена волинян, а на сході — деревляни. За іншими дослідниками, на Берестейщині до IX століття мешкало племінне об'єднання ятвягів, проте пізніше тут почали освоюватися спочатку дреговичі, потім, в IX—XII століттях і значно інтенсивніше, волиняни, північна межа колонізації яких обмежувалася Пінськими болотами, Біловезькою Пущею та річкою Ясельдою.

### ПеріодКиївської Русі(кінецьIX ст.-ХІІІ ст.)
Територія розташування села входила до Берестейської землі і знаходилась на межі Волинського князівства (з центром у місті Володимир) та Турівсько-Пінського князівства (з центром в Турові, а потім в Пінську). Імовірно кордон між князівствами проходив по річці Прип'ять.

### ПеріодГалицько-Волинського князівства(1199-1316)
У 1199 році князь волинський Роман Мстиславич утворює Галицько-Волинське князівство, до якого крім Волині та Галичини входить Берестейська та Дорогичиська землі, а Турово-Пинське князівство потрапляє під його протекторат. Таким чином територія села ввійшла складу до Галицько-Волинського князівства.
У Галицько-Волинському літописі щодо Берестейської землі в 1213 році вжита паралельна назва Україна: «Даниїлу же возвратившуся к домови і єха з братом, і прия Берестій, і Угровеськ, в Верещин, і Комов, і всю Україну». У цей час на Полісся та Підляшшя стали активно здійснювати напади лицарі-хрестоносці, які припинилися після розгрому їхнього війська Данилом Галицьким у 1237—1238 роках.
Частими були також напади на Полісся ятвягів та литовців. У 1251—1253 роках руський король Данило Галицький дарував половцям хана Тегака землі на Берестейщині, для захисту північної Волині від нападів ятвягів та литовців. Кочовики заснували там 40 поселень й зберігали свою ідентичність до початку XVI століття.

### ПеріодВеликого князівства Литовського(1316-1569)
Взимку 1316 року литовська армія на чолі з Гедимином пішла походом на Галицько-Волинське князівство, який закінчився приєднанням частини Берестейської землі до складу Великого князівства Литовського. Точна дата остаточного приєднання території села до Литви невідома й у різних дослідників різниться.
Ймовірно з 1320-х років територія села входила до складу Троцького, а з 1513—1520 років — до Підляського воєводства Великого князівства Литовського.
У 1404—1519 роках у складі Великого князівства Литовського існувало удільне Кобринське князівство, яке належало князям Кобринським, потомкам князя Ольгерда.
1566 року східна частина Берестейської землі з містами Берестям, Кобринем, Кам'янцем і Пінським повітом увійшла до новоствореного Берестейського воєводства.

### Період Речі Посполитої (1569-1795)
За Люблінською унією територія де розташоване село перейшла до Волинського воєводства.
У 1595 році під час повстання Наливайка в околицях Пінська двічі побувала козацька армія. У вересні 1648 року після появи невеликого козацького загону почалося повстання в Бересті, внаслідок якого було повалено шляхту та заявлено про приєднання до української козацької держави. У жовтні 1648 року повстало населення Пінська, Турова, Янова, Кобрина. Повстання було придушене лише в січні 1649 року польським військом на чолі з гетьманом литовським Радзивіллом. Згодом полковник Війська Запорізького Думинський організовував у Берестейщині (за вказівкою Хмельницького) підпільну повстанську мережу доки не був арештований влітку 1651 року та згодом страчений. У 1655—1659 роках до складу Гетьманщини входив Пінсько-Турівській козацький полк, центром якого було місто Давид-Городок у Пінському повіті. 1657 року пінська шляхта, очолювана Лукашем Єльським, проголосила про своє входження до Гетьманщини. За договором від 16 жовтня 1657 року між Богданом Хмельницьким та шведським королем Карлом X Берестейське воєводство повинно було цілком увійти до складу козацької держави. У 1658—1660 роках на Поліссі діяв козацький загін полковника Василевича, дещо згодом болотними літниками проходив загін Кургана. У 1664—1666 роках на Поліссі діяв повстанський селянсько-козацький загін полковника Василевича.

### Період окупації Російською імперією (1795-1917)
Після другого поділу Польщі село відійшло до складу Російської імперії.
З 1795 року село входило до Великоглушанської волості Ковельського повіту Волинської губернії Російської імперії з центром в Великій Глуші.
Щонайменше з 1905 року на західній околиці села Невір формується, імовірно єврейська, колонія Невір.
У 1915—1918 роках Полісся і Волинь по лінії Барановичі — Пінськ — Камінь-Каширський зайняли німецькі війська, чимало мирного населення евакуювалося на схід, у далеку глибину Російської імперії.

### ПеріодУкраїнської Народної РеспублікитаГетьманату(1918-1920)
З 6 березня 1918 року село входило до складу землі Волинь або землі Підляшшя Української Народної Республіки.
З 29 квітня 1918 року Скоропадським змінено адміністративний поділ та відновлено Волинську губернію в складі Української держави. Губернським комісаром Генерального секретаріату призначено — В'язлова Андрія Григоровича.

### Період Польської республіки (1920-1939)
Гміна Леликів з селом 12 грудня 1920 р. (разом з гмінами Хотешів, Велика Глуша, Сошично, Боровно і Камінь Каширськ ввійшли до складу новоствореного Каширський повіту (утворений  з частини Ковельського повіту). Адміністративним центром було містечко Камінь-Каширський. 19 лютого 1921 р. Каширський повіт увійшов до складу новоутвореного Поліського воєводства.
За Ризьким миром 18 березня 1921 року село остаточно закріплено в складі Польщі.
15 грудня 1926 р. ґміну Леликів з селом передано до Кобринського повіту.
Розпорядженням Ради Міністрів 19 березня 1928 р. села Почапи, Вілька Щитинська і Залухів вилучено з ґміни Леликів Кобринського повіту та включено до ґміни Велика Глуша Каширського повіту.

### Період радянської окупації (1939-1991)
У вересні 1939 року відповідно до пакту Молотова — Ріббентропа СРСР і Німеччина розділили між собою територію Польщі. Кордон між УРСР і БРСР прокладено за адміністративною межею між Волинським і Поліським воєводствами з частковим випрямленням шляхом приєднання до УРСР Каширського повіту та окремих сіл Кобринського і Дорогичинського повітів. Проти цього рішення в Бересті, Кобрині та Пінську відбулися демонстрації жителів міст з проханням включити ці землі до складу УРСР.
27 листопада 1939 р. село включено до новоутвореної Волинської області. 17 січня 1940 р. Каширський повіт ліквідовано у зв'язку з розподілом його на Любешівський і Камінь-Каширський райони.
Під час німецької окупації в серпні 1941 року німецька влада включила село до генеральної округи Волинь новоствореного Райхскомісаріату Україна (Камінь-Каширський, Ковельський, Пінський, Кобринський гебіти).

### Період незалежності (1991 - сьогодні)
З радянських часів до адміністративної реформи 2020 року село входило до складу Великоглушанської сільської ради Любешівського району Волинської області.

## Населення

### Віросповідання
В с.Невір щонайменше з 1805 року діє церква святого Іоана Богослова, в якій велись церковні метричні книги (аналог сучасної функції держави щодо реєстрації народжень, шлюбів та смертей) та складались інші церковні документи (шлюбні обшуки і т.п.). До парафії вказаної церкви відносились такі сусідні села як: Хабарище (Михалин), Залухів, Щитинська Воля.
Документально встановлено, що:
- принаймні з 1805 року до 1837 року в церкві святого Іоана Богослова в Невірі здійснювалось ведення метричних книг щодо місцевих мешканців греко-католицького (греко-уніатського) віросповідання;
- принаймні з 1834 року в церкві святого Іоана Богослова в Невірі здійснювалось (одночасно з греко-католиками) ведення метричних книг щодо місцевих мешканців православного віросповідання.

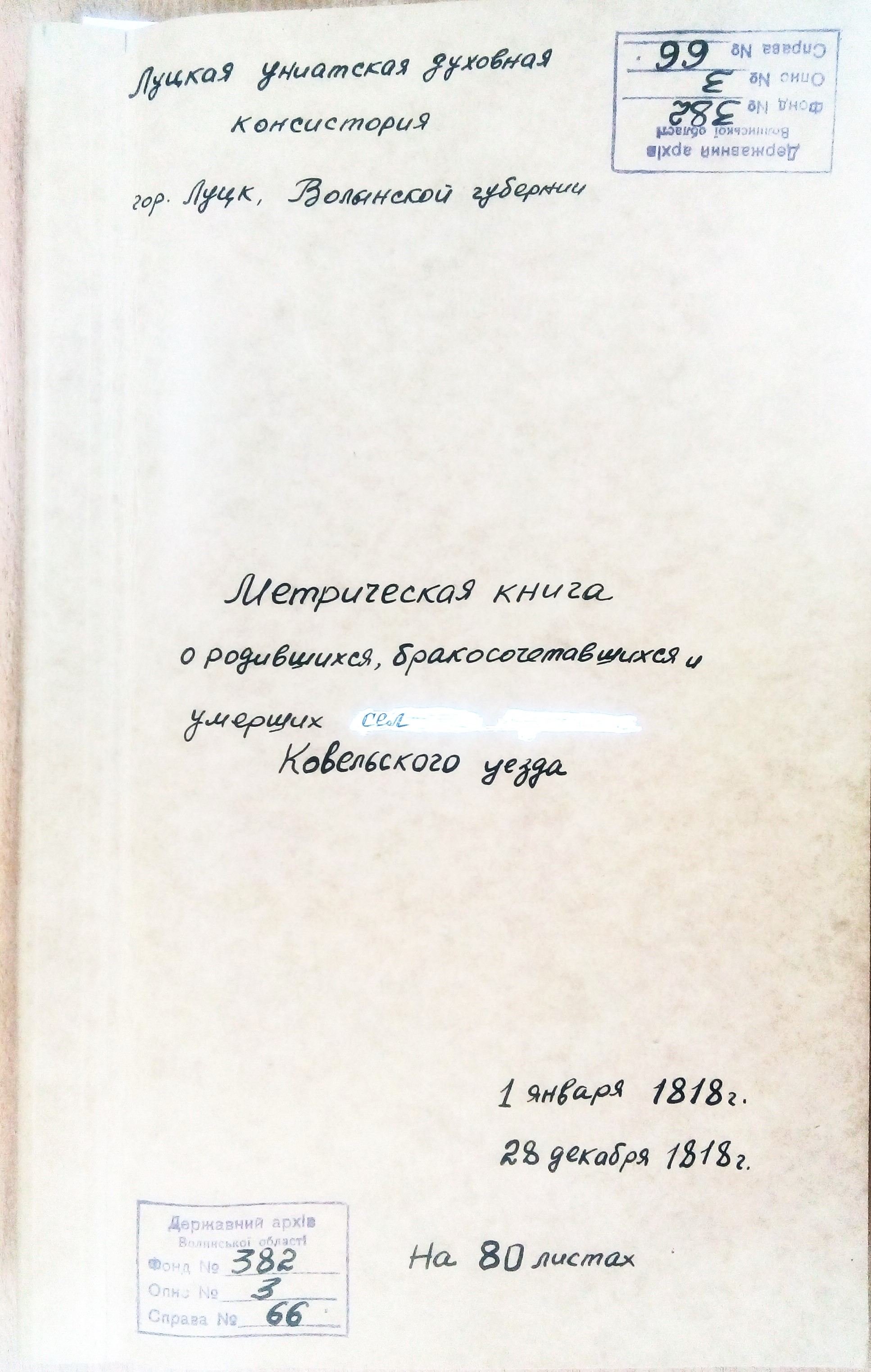
Невір, метрична книга (греко-католики), 1818 рік, титулка
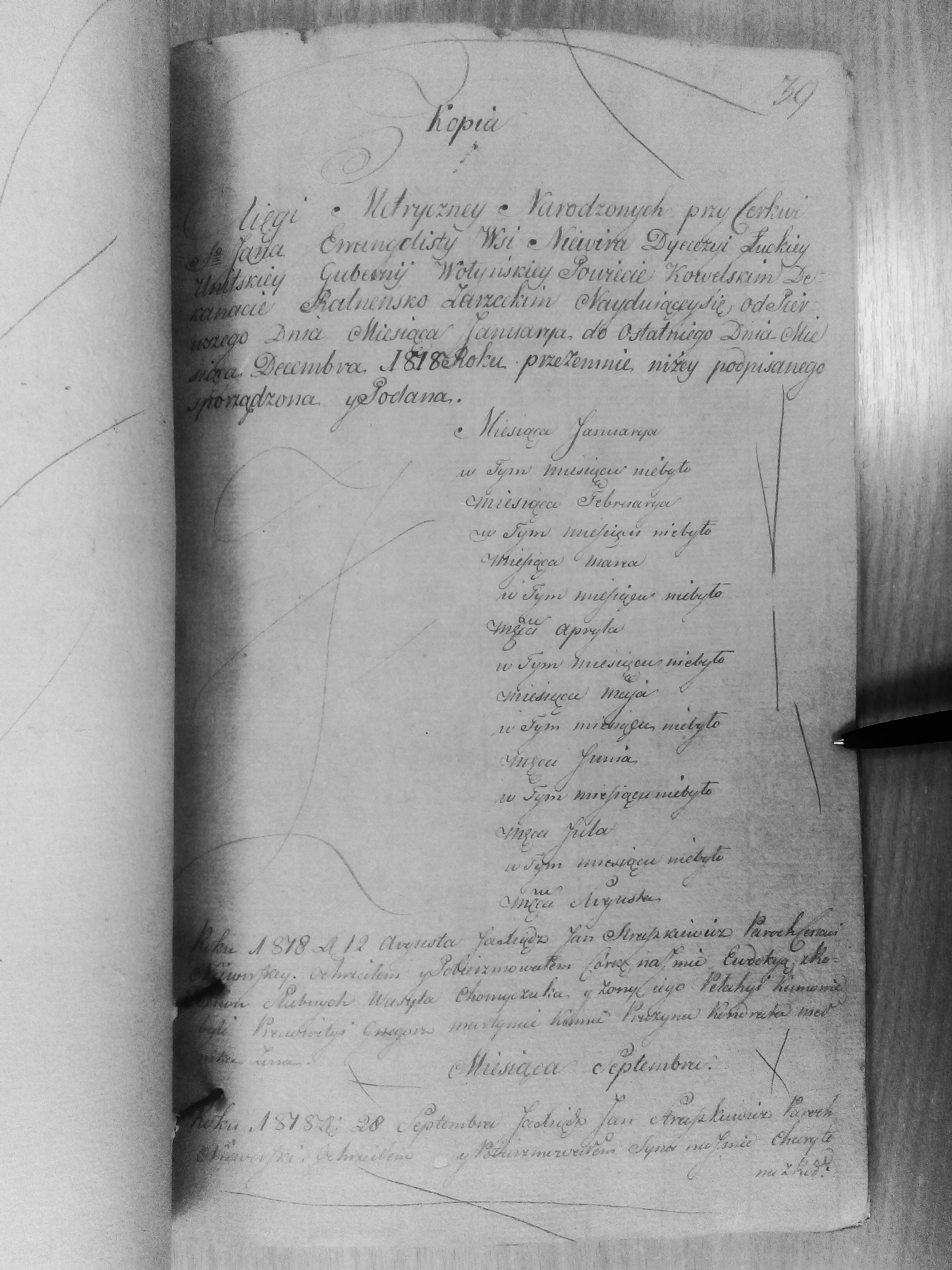
Невір, метрична книга (греко-католики), 1818 рік
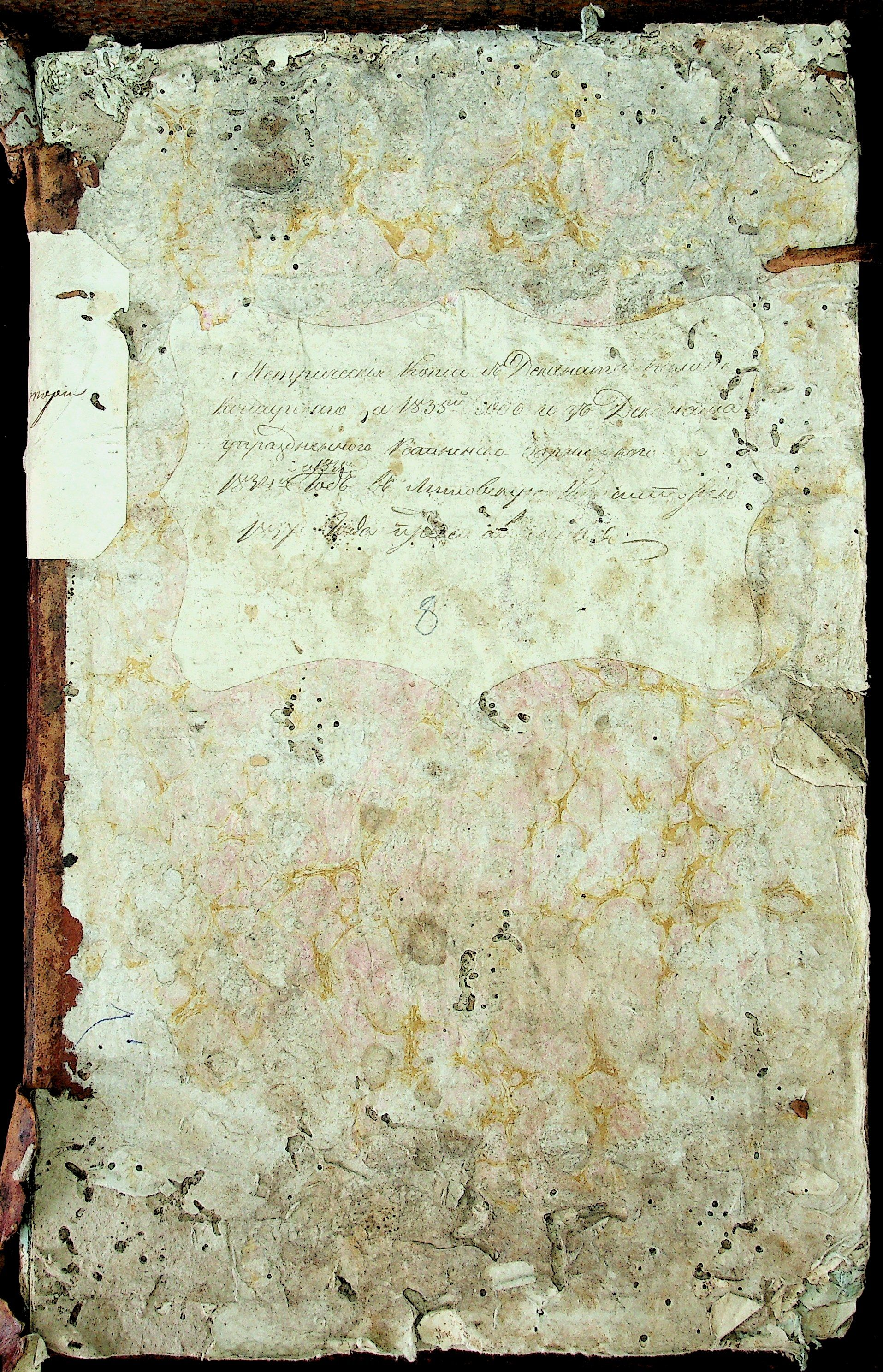
Невір, метрична книга (православні), 1834 рік, титулка
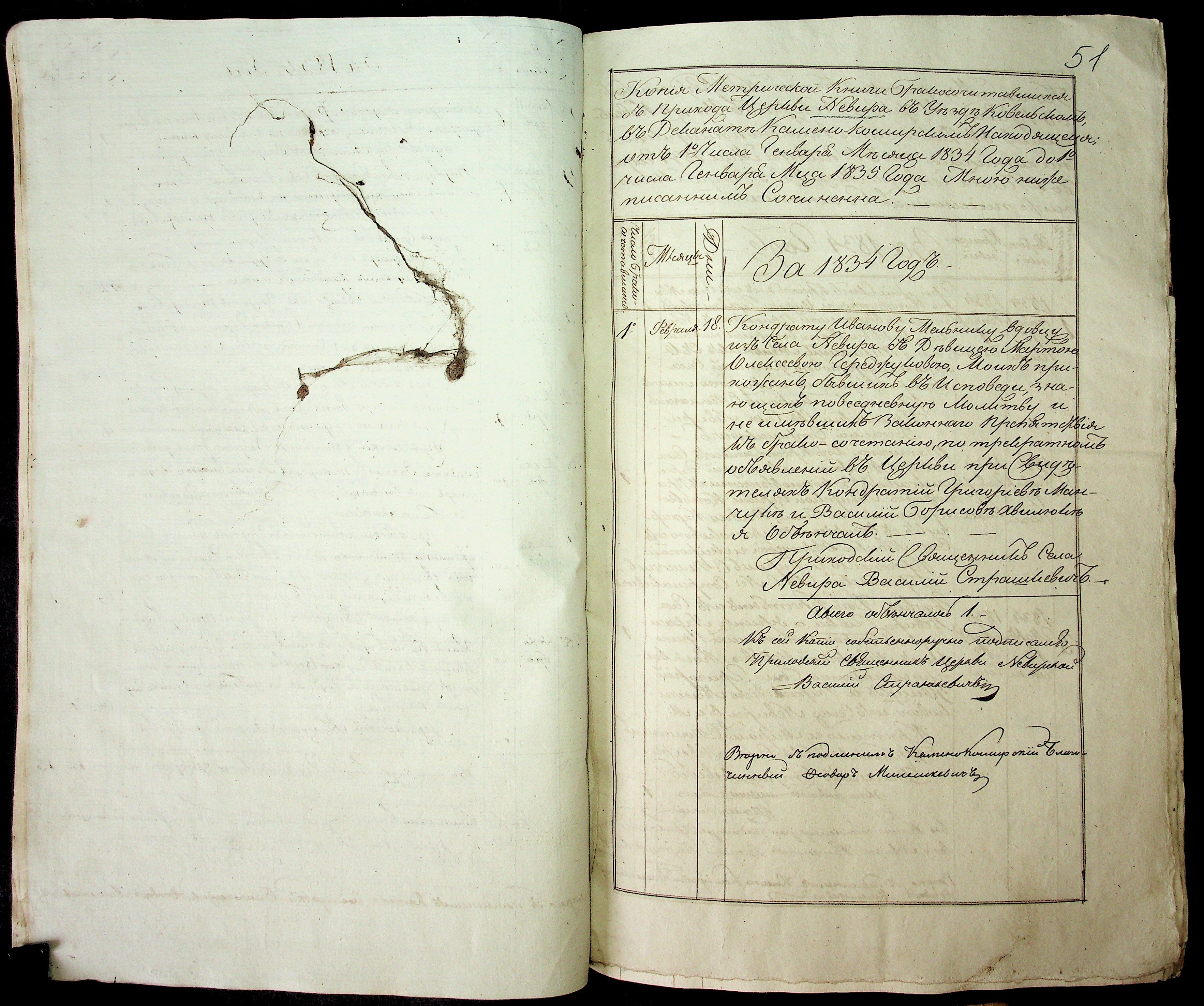
Невір, метрична книга (православні), 1834 рік
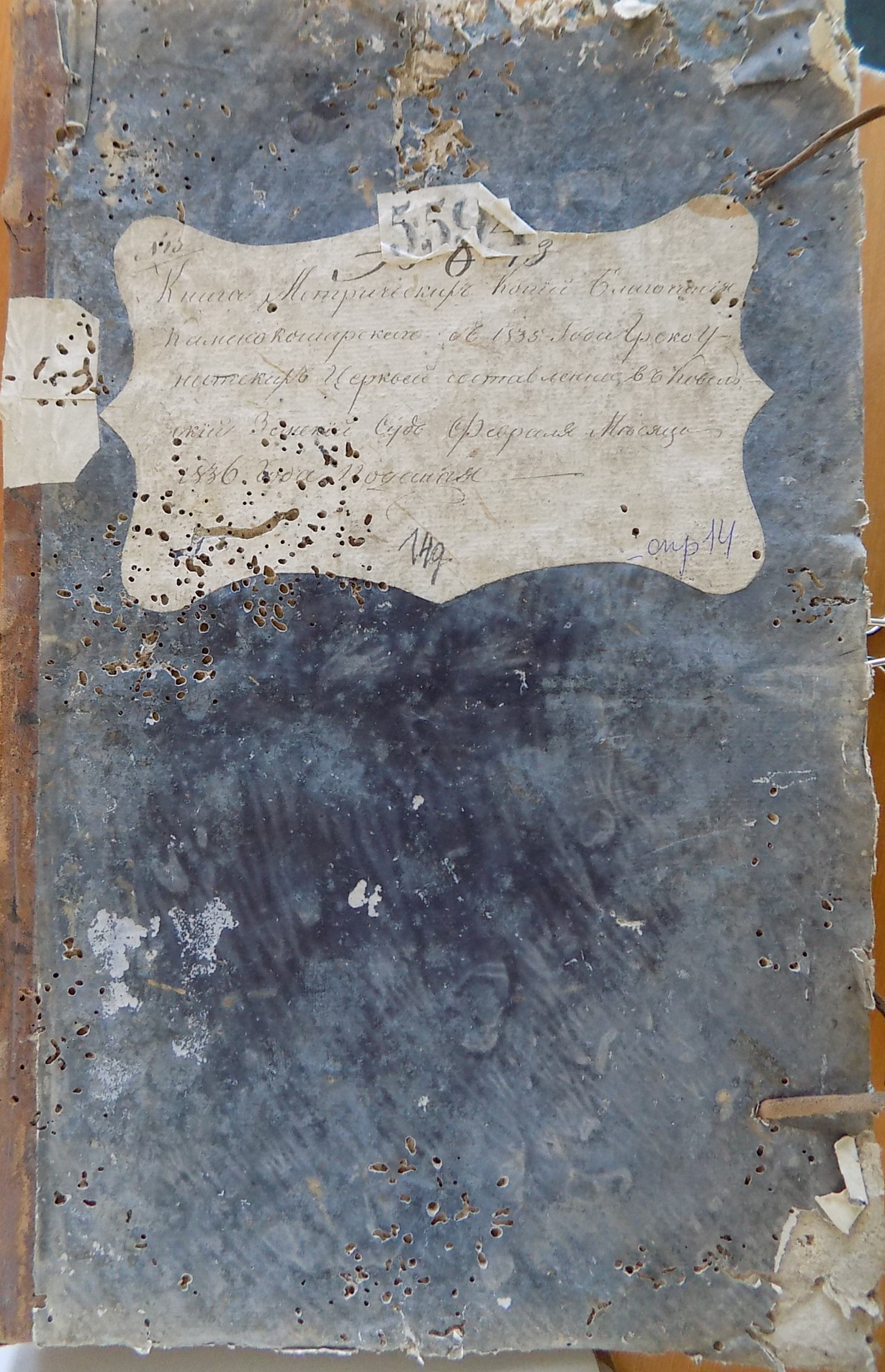
Невір, метрична книга (греко-католики), 1835 рік, титулка
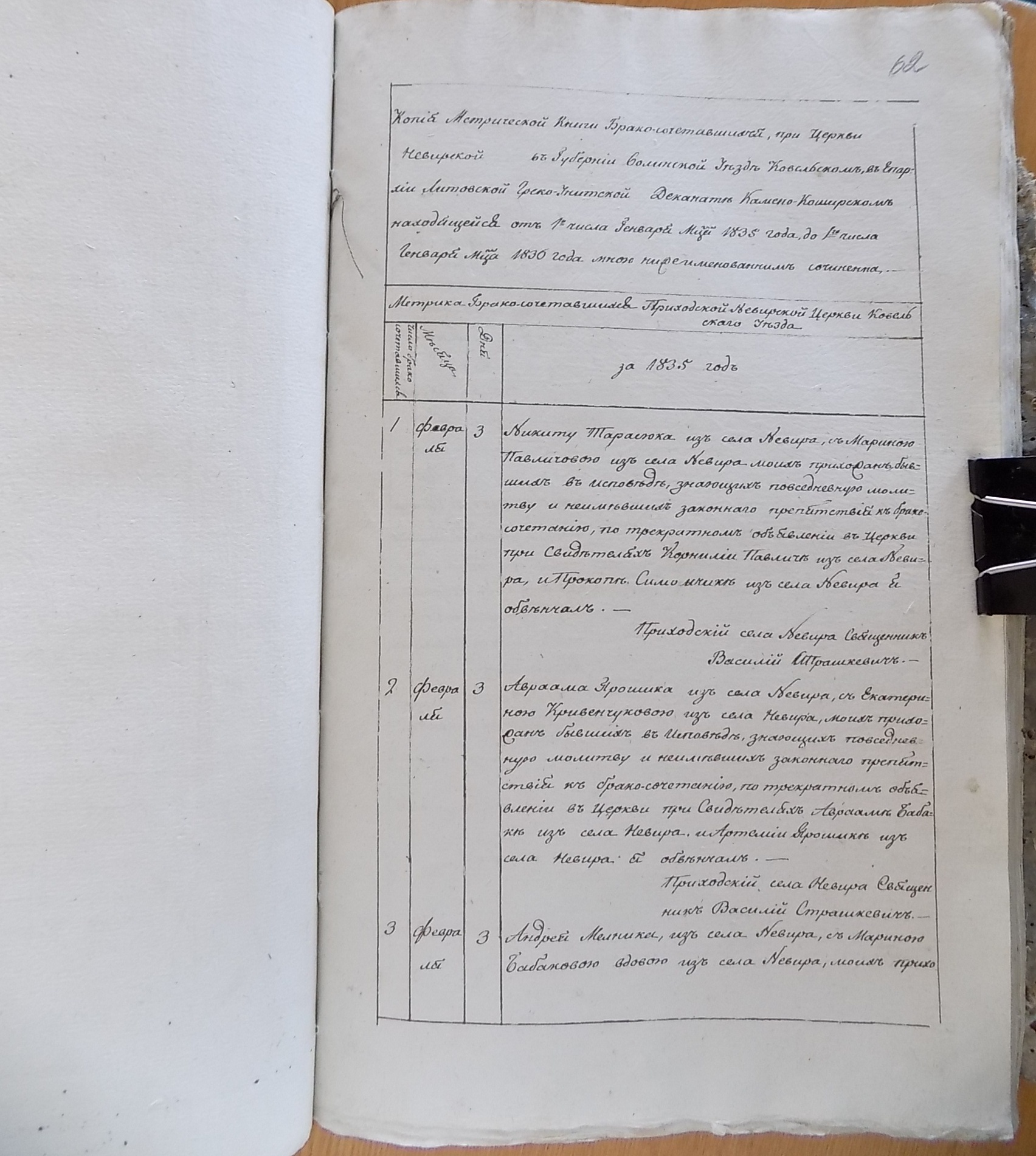
Невір, метрична книга (греко-католики), 1835 рік
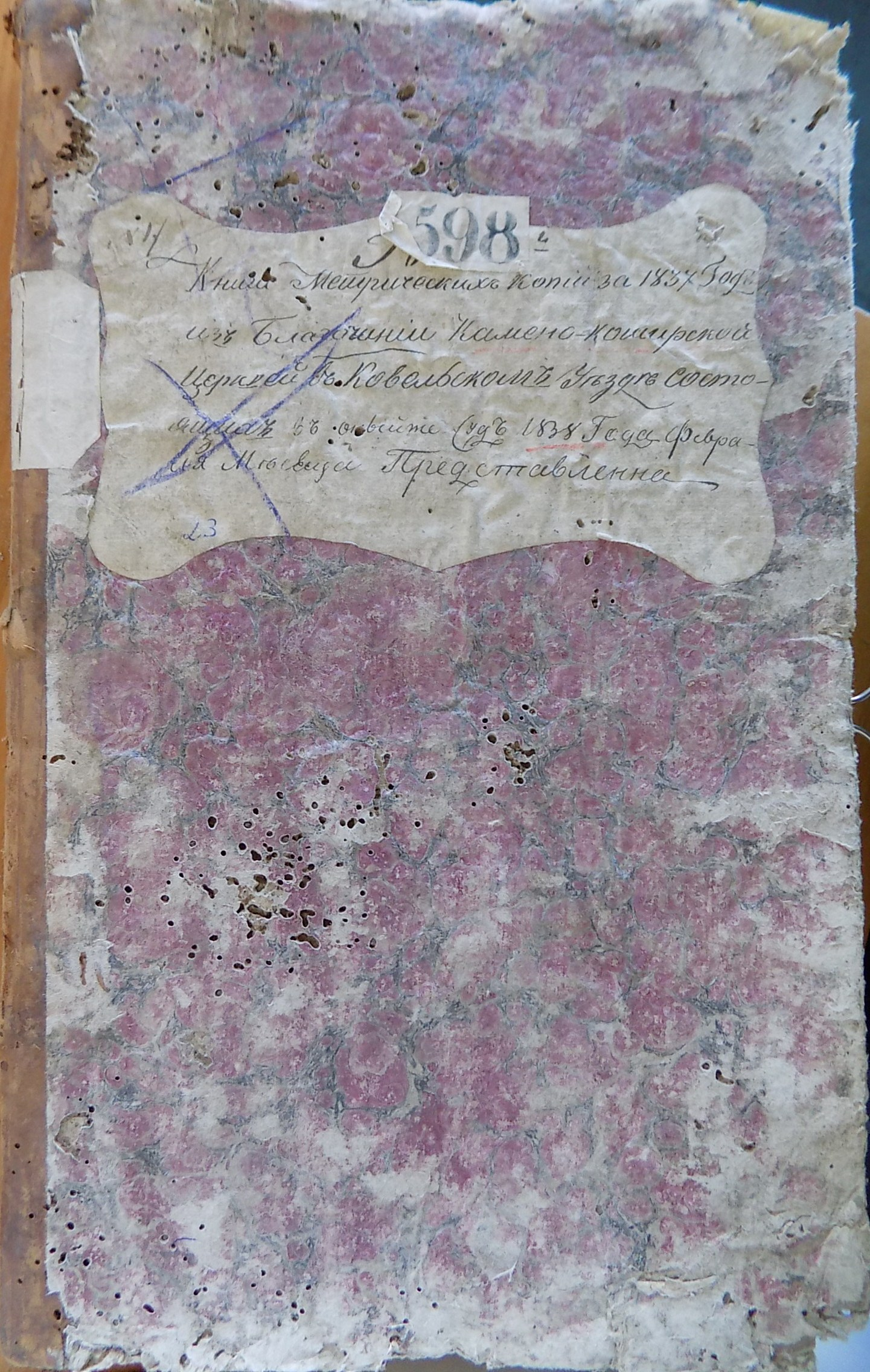
Невір, метрична книга (греко-католики), 1837 рік, титулка
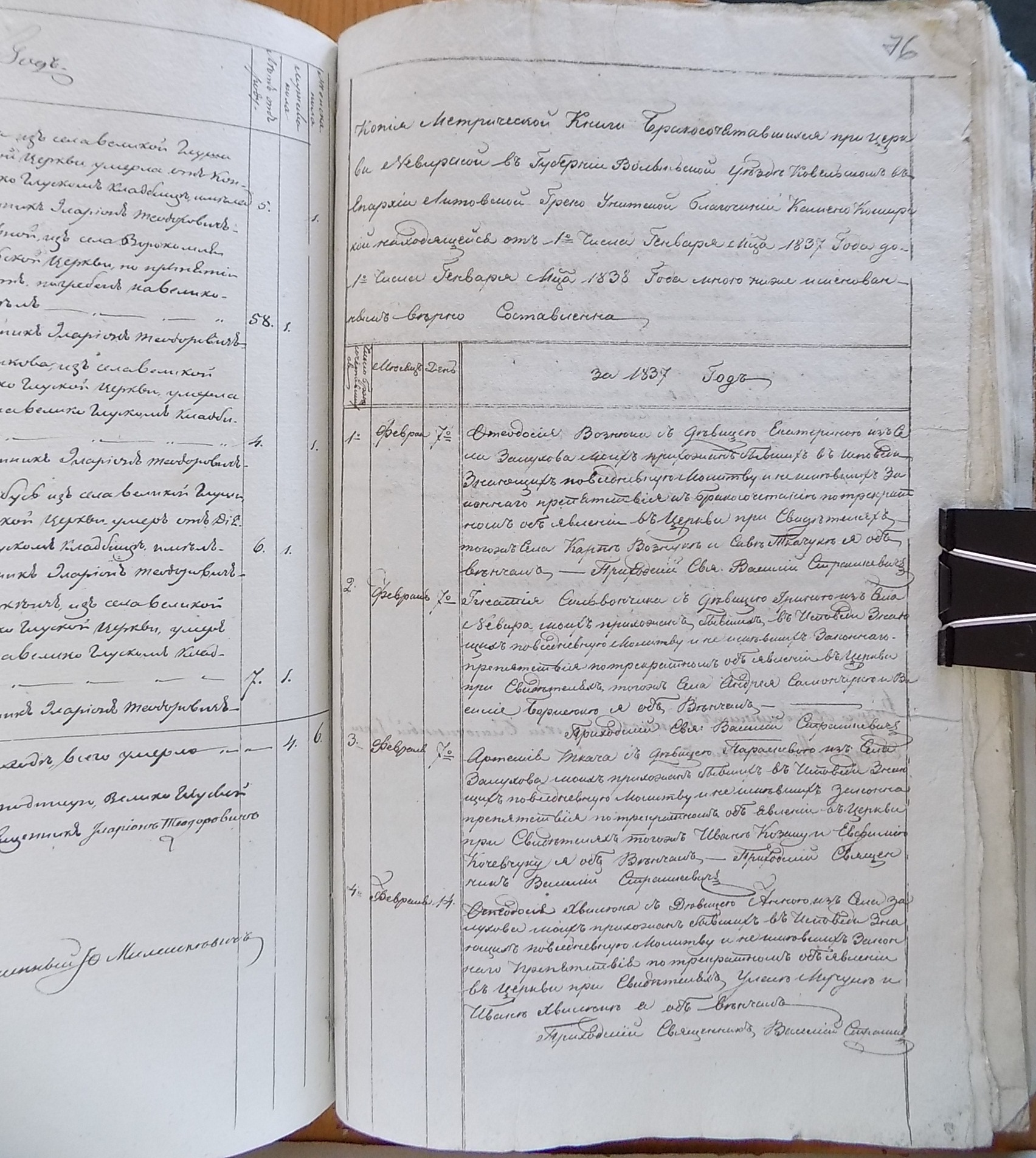
Невір, метрична книга (греко-католики), 1837 рік
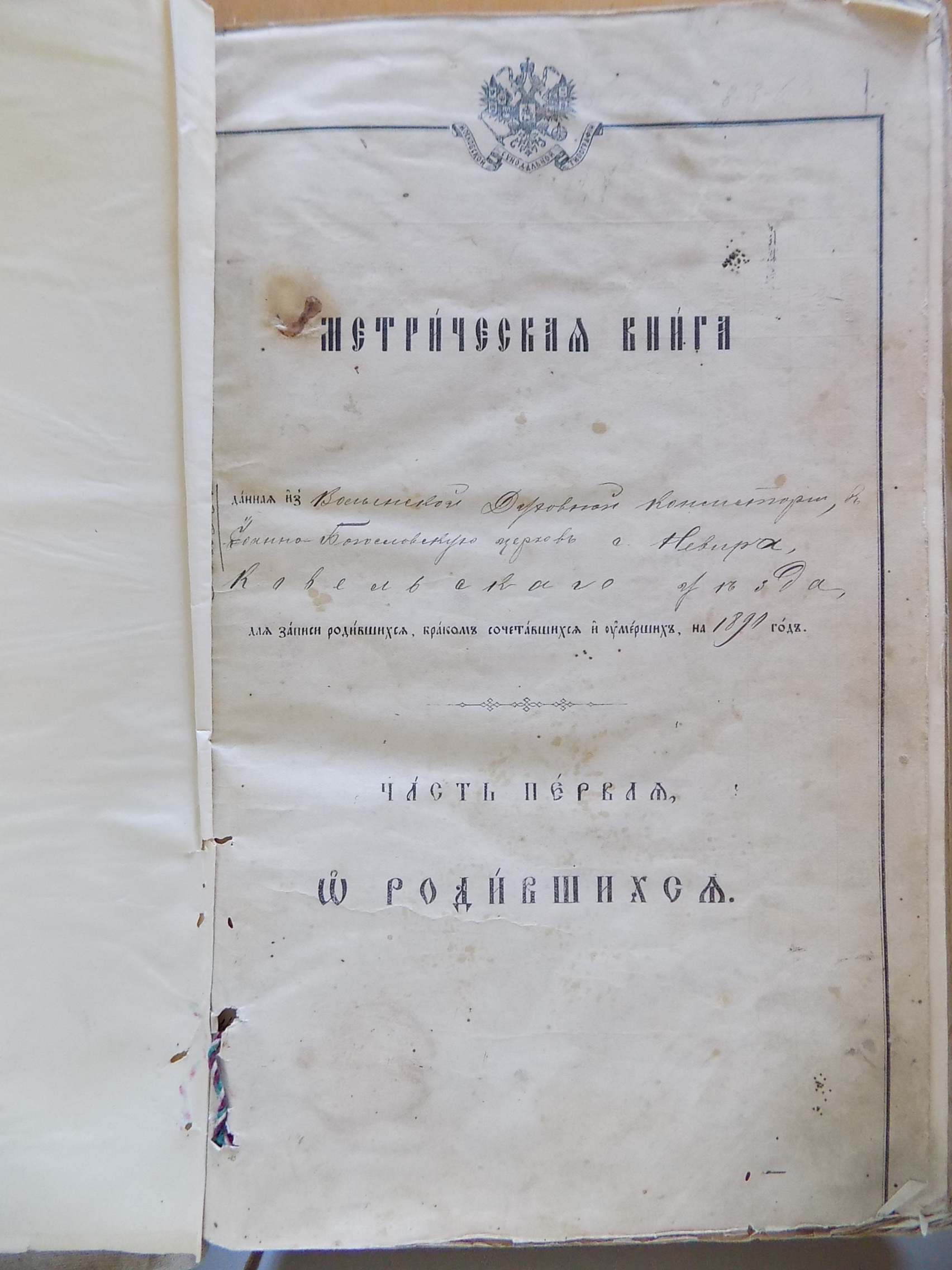
Метрична книга (православ'я) 1890 р. сіл Невір, Залухів, Хабарище (Михалин), Щитинська Воля
- Демографія приходу церкви сіл Хабарище, Невір, Залухів, Щитинська Воля з 1842 по 1914 роки
- Каталог метричних книг, Невір, 1676-1933 роки

Згідно з переписом УРСР 1989 року чисельність наявного населення села становила 584 особи, з яких 284 чоловіки та 300 жінок.
За переписом населення України 2001 року в селі мешкали 532 особи.

### Мова
Розподіл населення за рідною мовою за даними перепису 2001 року:
| Мова       | Відсоток |
| ---------- | -------- |
| українська | 98,14 %  |
| білоруська | 0,93 %   |
| російська  | 0,93 %   |

### Відомі люди
- У селі Хабарище, що у свій час входило до складу Невіру, народився Лукашик Степан Іванович — кандидат економічних наук; державний діяч;
- У селі народився Малафіїк Іван Васильович — професор, доктор педагогічних наук
- У селі народився Володимир (Мельник) — архієпископ Володимир-Волинський і Ковельський Володимир (у миру — Костянтин Павлович Мельник) — архієрей Української Православної Церкви (Московського Патріархату), Володимир-Волинської єпархії УПЦ (МП).